# Макшеево (Рязанская область)
Макшеево — деревня в Шиловском районе Рязанской области в составе Ерахтурского сельского поселения.

## Географическое положение
Деревня Макшеево расположена на Окско-Донской равнине на реке Таловке в 58 км к северо-востоку от пгт Шилово. Расстояние от деревни до районного центра Шилово по автодороге — 72 км.
Деревня окружена крупными лесными массивами и урочищами (Паника, Никово, Чертов Угол, Осинник, Лаптев Лес, Воробьевка, Крупино). К востоку от деревни на реке Таловке — устье ручья Сорокинского. Ближайшие населенные пункты — село Рубецкое, деревни Мордасово и Ладышкино.

## Население
По данным переписи населения 2010 г. в деревне Макшеево постоянно проживают 6 чел.

## Происхождение названия
Происхождение названия деревни Макшеево на сегодняшний день неизвестно. Возможно, название деревни выводится от мордовского «макшо» — гнилушка или «макшо варя» — дупло. В толковом словаре В. Даля «макеш», «макош» — недоброе русское (мордовское?), языческое божество.
Рязанский краевед А. В. Бабурин считает, что вероятнее всего, в его основе лежит фамилия или прозвище первопоселенца либо владельца. Но документов, подтверждающих эту версию, найти пока не удалось.

## История
Деревня Макшеево впервые упоминается в окладных книгах за 1676 г., как Антоново, Черниево тож, где в ней показаны 
«двор помещиков, крестьянских 7 дворов, 3 двора бобыльских».
В «Списках населенных мест Российской империи» за 1862 г. деревня упоминается в качестве сельца с двойным названием — Антоново, Макшеево тож, при речке Таловке.
К 1891 г., по данным И. В. Добролюбова, деревня Макшеево относилась к приходу Покровской церкви села Рубецкое и в ней насчитывалось 33 двора.

## Транспорт
Деревня Макшеево расположена в непосредственной близости от автомобильной дороги регионального значения Р125: «Ряжск — Касимов — Нижний Новгород».